# Salvador E. Lurija
Salvador Edvard Lurija (ital. Salvatore Edoardo Luria; 13. avgust 1912 – 6. februar 1991) bio je italijanski mikrobiolog, kasnije naturalizovani američki građanin. Dobitnik je Nobelove nagrade za fiziologiju ili medicinu za 1969. godinu, koju je podelio sa Alfredom Heršijem i Maksom Delbrikom, za istraživanja na nivou replikacionih mehanizama i genetičke strukture virusa.

## Detinjstvo, mladost i obrazovanje
Lurija je rođen u jevrejskoj porodici u Torinu kao Salvatore Edoardo Luria, od majke Ester i oca Davida Lurije. Učio je medicinu na Univerzitetu u Torinu, odakle je diplomirao 1935. godine. Od 1936. do 1937. godine služio je u italijanskoj vojsci kao medicinski oficir. Zatim je pohađao časove radiologije na Univerzitetu u Rimu, gde se upoznao sa radovima Maksa Delbrika o konceptu gena i počeo da razvija metode testiranja genetske teorije na bakteriofagu, virusu koji inficira bakterije.
Naredne, 1938. godine, dobija stipendiju za učenje u Sjedinjenim Američkim Državama, gde je trebalo da radi sa Delbrikom. Međutim, usled tadašnjeg režima Benita Musolinija, Jevrejima se stipendije zabranjuju, te Lurija, bez sredstava za rad u SAD ili Italiji, odlazi u Pariz. Nakon upada nemačke vojske u Francusku, 1940. godine, napušta Pariz i odlazi u Marsej, gde dobija imigrantsku vizu za SAD.

## Istraživanja na bakteriofagu
Lurija je u Njujork stigao 12. septembra 1940. godine i ubrzo promenio ime, iz Salvatore Edoardo Luria u Salvador Edvard Luria (engl. Salvador Edward Luria). Dobija stipendiju Rokfeler fondacije, ubrzo upoznaje Delbrika i Heršija i sa njima počinje saradnju na eksperimentima u Kold Spring Harbor laboratoriji i u Delbrikovoj laboratoriji na Vanderbilt univerzitetu. Ova tri naučnika bila su posvećena istraživanjima na nivou bakteriofaga i formirala su takozvanu „grupu faga".
Od 1943. do 1950. godine, Lurija je radio na Univerzitetu u Indijani. Njegov prvi diplomirani student bio je Džejms Votson, najpoznatiji po tome što je sa Frensisom Krikom otkrio sekundarnu strukturu DNK.
Njegov najpoznatiji eksperiment, Lurija-Delbrikov eksperiment, izveden je 1943. godine u saradnji sa Delbrikom. Njime su dati eksperimentalni dokazi da su bakterije rezistentne na bakteriofage rezultat spontanih mutacija, a ne da predstavljaju direktan odgovor na promene okoline. Eksperiment je pokazao da nasleđivanje mora poštovati Darvinove, a ne Lamarkove principe. Ideja da prirodna selekcija utiče na bakterije imala je veliki značaj; objašnjava, na primer, kako bakterije razvijaju otpornost na antibiotike.

## Kasniji rad
Godine 1950, Lurija stupa na poziciju profesora bakteriologije na Univerzitetu u Ilinoju. U ovom periodu proučavao je kulturu bakterije Escherichia coli i njene interakcije sa bakteriofazima.
Godine 1959, postao je profesor mikrobiologije na MIT-ju. Tada je svoje istraživanje fokusirao na ćelijsku membranu i na bakteriocine ili kolicine, proteine koje proizvode određene bakterije. Godine 1963, na Univerzitetu Paster u Parizu, otkrio je da bakteriocini narušavaju funkcionisanje ćelijske membrane. Njegovo osoblje na MIT-ju otkrilo je da bakteriocini formiraju kanale u ćelijskoj membrani i tako dozvoljavaju protok jona, koji remeti elektrohemijski gradijent u ćeliji.
Lurija je bio osnivač Centra za istraživanje raka na MIT-ju i njegov prvi predsednik. Centar je osnovan 1974. godine, a odsek koji je Lurija predvodio činili su budući dobitnici Nobelovih nagrada Dejvid Baltimor, Susumu Tonegava, Filip Alen Šarp, H. Robert Horvic.
Lurija je bio i pisac. Godine 1953, objavio je priručnik "General Virology". Godine 1974, njegova knjiga "Life: The Unfinished Experiment" nagrađena je američkom Nacionalnom nagradom za knjige, u kategoriji naučnih knjiga.

## Privatni život
Godine 1945, oženio se Zelom Hurvic (eng. Zella Hurwitz), sa kojom je imao jednog sina, Danijela, rođenog 1948. godine.
U januaru 1947. godine postao je naturalizovani građanin Sjedinjenih Američkih Država.
U toku čitave karijere, Lurija je bio otvoreno politički angažovan. Zajedno sa Lajnusom Polingom je protestovao protiv testiranja nuklearnog oružja 1957. godine, a sedamdesetih godina je učestvovao i u debatama o manipulaciji gena i genetskom inženjeringu.
Lurija je preminuo od srčanog udara, 6. februara 1991. godine, u Leksingtonu u Masačusetsu.

## Nagrade i priznanja
- Dobitnik je Nobelove nagrade za fiziologiju ili medicinu za 1969. godinu, koju je podelio sa Alfredom Heršijem i Maksom Delbrikom, za istraživanja replikacionih mehanizama i genetske strukture virusa.[1]
- Postao je član Nacionalne akademije nauka 1960. godine.
- Bio je član, a od 1968. do 1969. godine i predsednik Američkog društva za mikrobiologiju.
- Zajedno sa Maksom Delbrikom, bio je dobitnik Louisa Gross Horwitz nagrade 1969. godine.[11]
- Dobitnik je Nacionalne nagrade za knjigu iz oblasti nauke 1974. godine, za knjigu "Life: The Unfinished Experiment".[7]
- Godine 1991, nagrađen je Nacionalnom medaljom za nauku.[12]

## Spoljašnje veze
- Više o Lurijinom životu